# Наполеон
Наполео́н I Бонапа́рт (фр. Napoléon I Bonaparte; 15 серпня 1769, Аяччо, Французьке королівство — 5 травня 1821, острів Святої Єлени, Сполучене Королівство) — видатний французький державний діяч, полководець, перший консул Французької Республіки (1799—1804) та імператор французів (1804—1814, 1815). Творець однієї з найбільших імперій світу, реформатор і законодавець Європи. Національний герой Франції.
Представник роду Бонапартів. Народився в Аяччо, острів Корсика, який у рік народження Наполеона був переданий Генуєю Франції. Батько Наполеона, Карло Буонапарте, спочатку був на стороні антифранцузького повстання, але згодом перейшов на службу до французької корони і був представником Корсики при дворі короля.
Закінчив Французьку військову академію у Брієнні у 1785 і отримав звання молодшого лейтенанта. Схвально зустрів Французьку революцію, як капітан артилерії, відзначився при облозі Тулона у 1793, за що отримав звання бригадного генерала. Потім пішов у відставку на два роки, але повернувся до армії Директорії у критичний момент у 1795 під час Ванд'єрмського заколоту, в придушенні якого відіграв вирішальну роль, за що був підвищений до дивізійного генерала революційної армії (з 1796).
Командував французьким військом під час Першої італійської кампанії (1796—1797) в ході якої здобув ряд блискучих перемог над військом Австрії та Сардинського королівства, після чого очолив Єгипетську кампанію (1798—1801), засвідчивши талант великого воєначальника і політика.
У 1799 році несподівано повернувся до Франції і здійснив державний переворот, за результатами якого усунув від влади Директорію та встановив правління Французького консулату, ставши одним з консулів, поволі зосереджуючи у своїх руках всю владу.
1804 року проголосив Францію імперією, а себе — її першим імператором. Запровадив нове законодавство — «Кодекс Наполеона», який у видозміненій формі й нині діє у більшості європейських країн. Завдяки перемогам над Австрією, Пруссією та Російською імперією підкорив більшу частину Західної й Центральної Європи. Намагаючись встановити гегемонію на континенті, протистояв Британії та її союзникам.
Важкі втрати французької армії у неуспішній війні з Росією (1812) серйозно похитнули французьке панування на континенті. Після невдалої «Битви народів» під Лейпцигом (1813) був змушений відступити до Франції. Військо коаліції Австрії, Пруссії та Росії рушило на Францію і без бою взяло Париж (1814), після чого Наполеон зрікся престолу та був засланий на Ельбу.
У 1815 повернувся до Парижу і відновив імператорську владу, але зазнав поразки у битві під Ватерлоо і був засланий на британський острів Святої Єлени. Помер у Лонгвуді на острові Святої Єлени, Велика Британія.

## Імена
- Наполеон Бонапарт — його власне ім'я, дане йому при народженні.
- Наполеон І — його тронне ім'я, як Імператора всіх Французів.
- Наполеон І Великий — ім'я, дане йому його прихильниками. Епітету «Великий» удостоївся серед прихильників ще за його життя. Зокрема так його називали його галицькі прихильники.
- Наполеон Самозванець — ім'я, дане йому його противниками.
- Наполеон Вискочка — ім'я, дане йому його противниками.

## Біографія

### Молодість

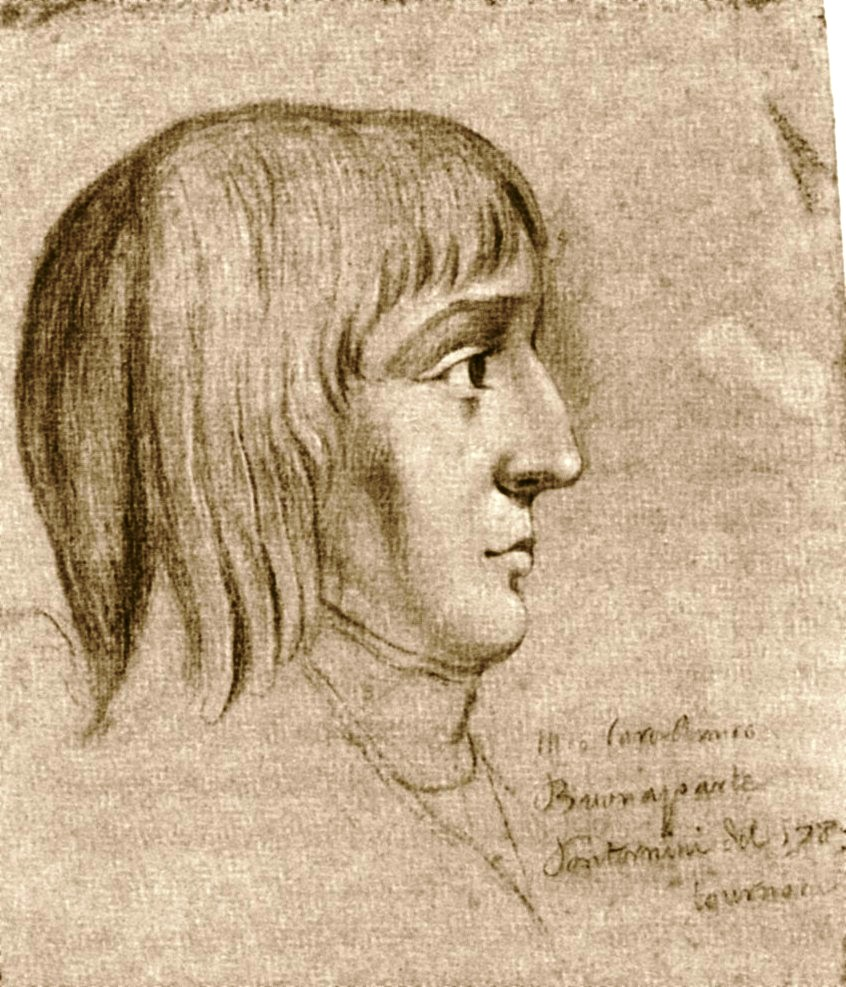
Наполеон у віці 16 років, малюнок невідомого художника

Наполеон Бонапарт походив з небагатої корсиканської дворянської родини Карло Маріа Буонапарте та Марії Летиції Буонапарте (всього в сім'ї було 13 дітей, але до зрілого віку Наполеона дожили тільки 4 його брати і 3 сестри). Коли Людовик XVI надав дітям зі збіднілих дворянських сімей право безкоштовно здобувати освіту, цим скористалися і корсиканці, зокрема декілька синів і дочок Шарля, разом із Наполеоном. 1779 року після декількох місяців вдосконалення своєї французької мови в коледжі Отена, Наполеон вступив до військової академії в Брієнні. Висміюваний товаришами по навчанню за провінціалізм і незграбність, найбідніший навіть серед учнів, що не були аристократами, він активно сповідував ідеї корсиканського патріотизму. 1784 року Наполеона перевели до паризької Військової школи. Бонапарт виявив себе посереднім учнем, закінчивши школу сорок другим із 58 учнів.
1785 року, після отримання звання молодшого лейтенанта артилерії, Наполеона було направлено у Валанс на південь Франції.
У вересні 1793 року Бонапарта було призначено начальником артилерії в армію, яка облягала зайнятий англійцями Тулон. Тулон було взято, а сам Наполеон дістав звання бригадного генерала за внесок у підсумковий успіх облоги. На той час Наполеону було всього лише 24 роки.

Молодий Наполеон Бонапарт

Публіцистичні твори Наполеона періоду революції («Діалог про любов», «Dialogue sur l'amour», 1791, «Вечеря в Бокері», «Le Souper de Beaucaire», 1793) вказують на те, що він поділяв тоді якобінські настрої. 1792 року він вступив до Якобінського клубу.
Після термідоріанського перевороту Бонапарта було заарештовано (10 серпня 1794 року, на два тижні) через зв'язки з братом Максиміліана Робесп'єра — Оґюстеном. Після звільнення він пішов у відставку через суперечку із командуванням, а за рік, у серпні 1795 року, отримав посаду в топографічному відділі Комітету громадського порятунку.
У критичну для термідоріанців мить Поль Баррас призначив Бонапарта своїм помічником, і він відзначився під час придушення роялістського заколоту в Парижі 3 жовтня (13 вандем'єра) 1795 року. Оскільки сили Директорії в Парижі станом на той день становили лише 6 тисяч солдатів, керівник паризького гарнізону Мену вагався; водночас сили повсталих районів міста, керовані роялістами, становили близько 23 тисяч осіб. Тоді Наполеон вирішив застосувати проти них артилерію. Із завданням щодо її доправлення блискуче впорався Йоахім Мюрат, з чого й розпочалась його кар'єра в «когорті Наполеона». Бонапарт заслужив звання дивізійного генерала, його було призначено командувачем військ тилу. 23 лютого 1796 року він обійняв посаду командувача Італійською армією.
9 березня 1796 року Наполеон одружився зі вдовою, страченого під час якобінського терору генерала, Жозефіною Богарне, колишньою коханкою одного з тодішніх правителів Франції — Поля Барраса.

### Італійська кампанія
У 1796—1797 роках французька армія під командуванням Бонапарта розгромила сардинські та австрійські війська в Італії.
В Італійській кампанії Наполеон зажив слави полководця. У численних битвах він нещадно знищував супротивників. Особливо відзначився у битвах при Лоді, Кастильйоні, Арколі, Ріволі. Під час бою при Ріволі, він перевів битву в атаку на багнети, штурмуючи австрійські укріплення, що мали більше війська й артилерії. Під час цієї атаки австрійські війська зазнали розгрому. Біля Арколі Наполеон розбив 5 австрійських дивізій, з яких одна склала зброю без бою.

### Захоплення влади. Консулат

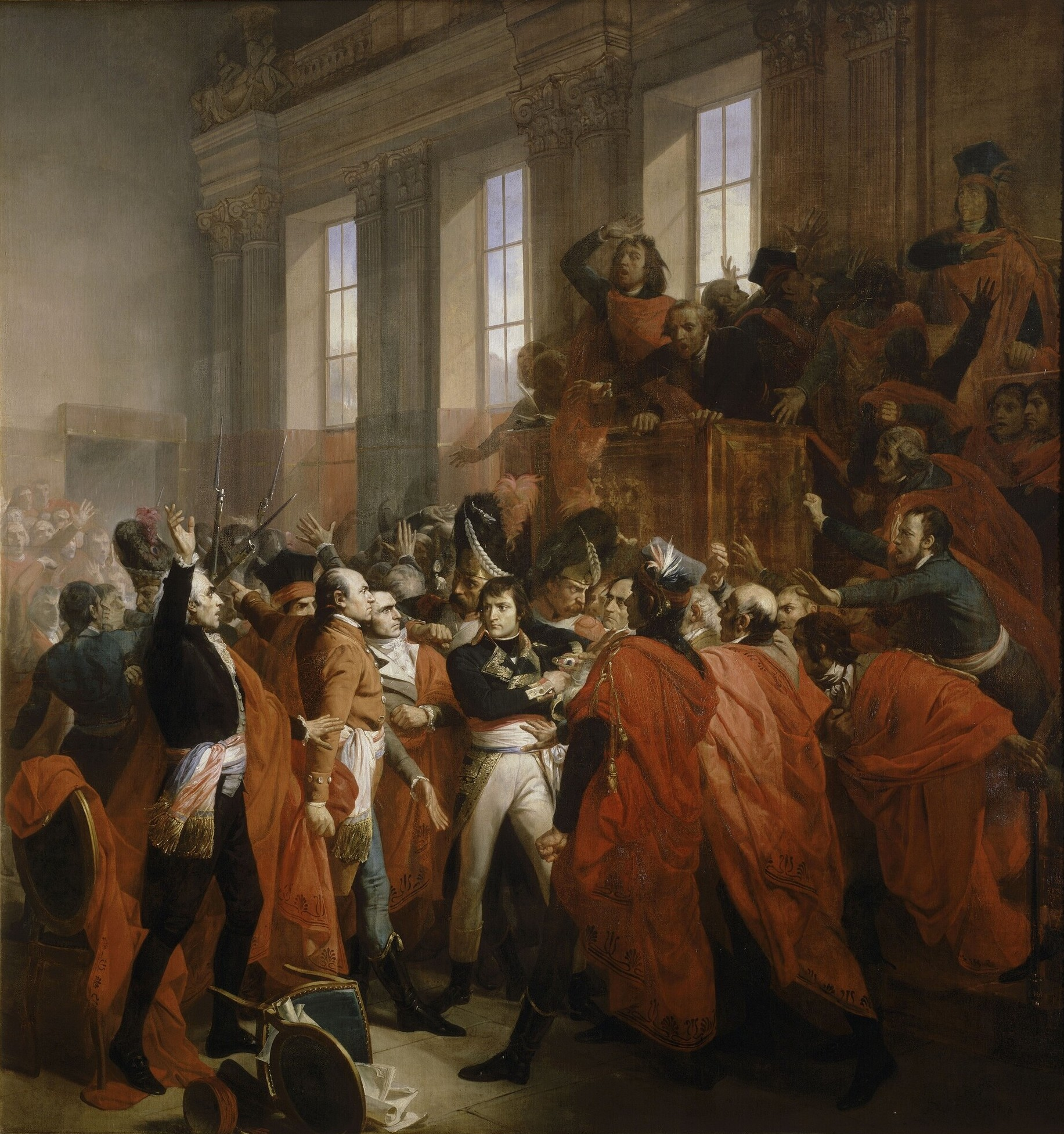
Наполеон 18 брюмера

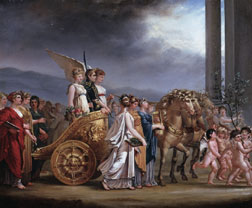
Апофеоз — Наполеон — перший консул Франції

Після повернення з Єгипту до Франції (серпень 1799), Наполеон, за підтримки промислової буржуазії, здійснив 10—11 листопада 1799 року (18 брюмера VIII року) державний переворот, який встановив режим консульства. Після перевороту 18 брюмера єдину владу у Франції представляв тимчасовий уряд, що складався з трьох консулів (Бонапарт, Сієс, Роже-Дюко). Але після перевороту вважали, що влада дістанеться саме Жозефу Сієсу, одному з очільників перевороту; проте він із невідомих причин поступився Наполеону.
До 12 грудня 1799 року комісії, що писали конституцію, закінчили свої роботи; проєкт Сієса було перероблено згідно з бажаннями Бонапарта, який був головним автором конституції. Це була цілком монархічна конституція, що зберігала лише примару народної влади. Конституція, за якою повноваження верховної виконавчої влади належали трьом консулам, призначила на 10-річний термін першим консулом — Бонапарта, другим — Камбасереса і третім (на 5-річний термін) — Лебрена. Перший консул отримав право призначати осіб на всі державні посади, в тому числі з членами законодавчого корпусу, трибунату, державної ради і сенату. Конституцію було затверджено народним голосуванням (плебісцитом), що стало майже єдиним виявом народного суверенітету.
Завдання Наполеона було важким. Треба було створити майже зовсім заново все управління, відновити фінанси, що перебували у вкрай заплутаному стані, за повної відсутності кредитів, і якось покінчити з другою коаліцією. Одним із перших наказів Бонапарта, була заборона 17 січня 1800 року, «на час війни», 60 політичних періодичних видань у Парижі.
Таким чином, придушуючи всі прояви політичної свободи, Бонапарт дієво втілював у життя позитивну частину своєї програми. Вона полягала у створенні твердої, вкрай централізованої влади, в підтримці промисловості та рільництва, в примиренні з новим порядком речей усіх тих складових старого суспільства, що тільки можуть із ним змиритися (особливо церкви), у поліпшенні фінансів тощо. Законом 17 лютого 1800 року «про поділ території і адміністрації» збережено і зміцнено поділ Франції на департаменти, а також уведено новий поділ — на округи. На чолі департаменту — префект.

### Проголошення імперії

Автограф Наполеона.

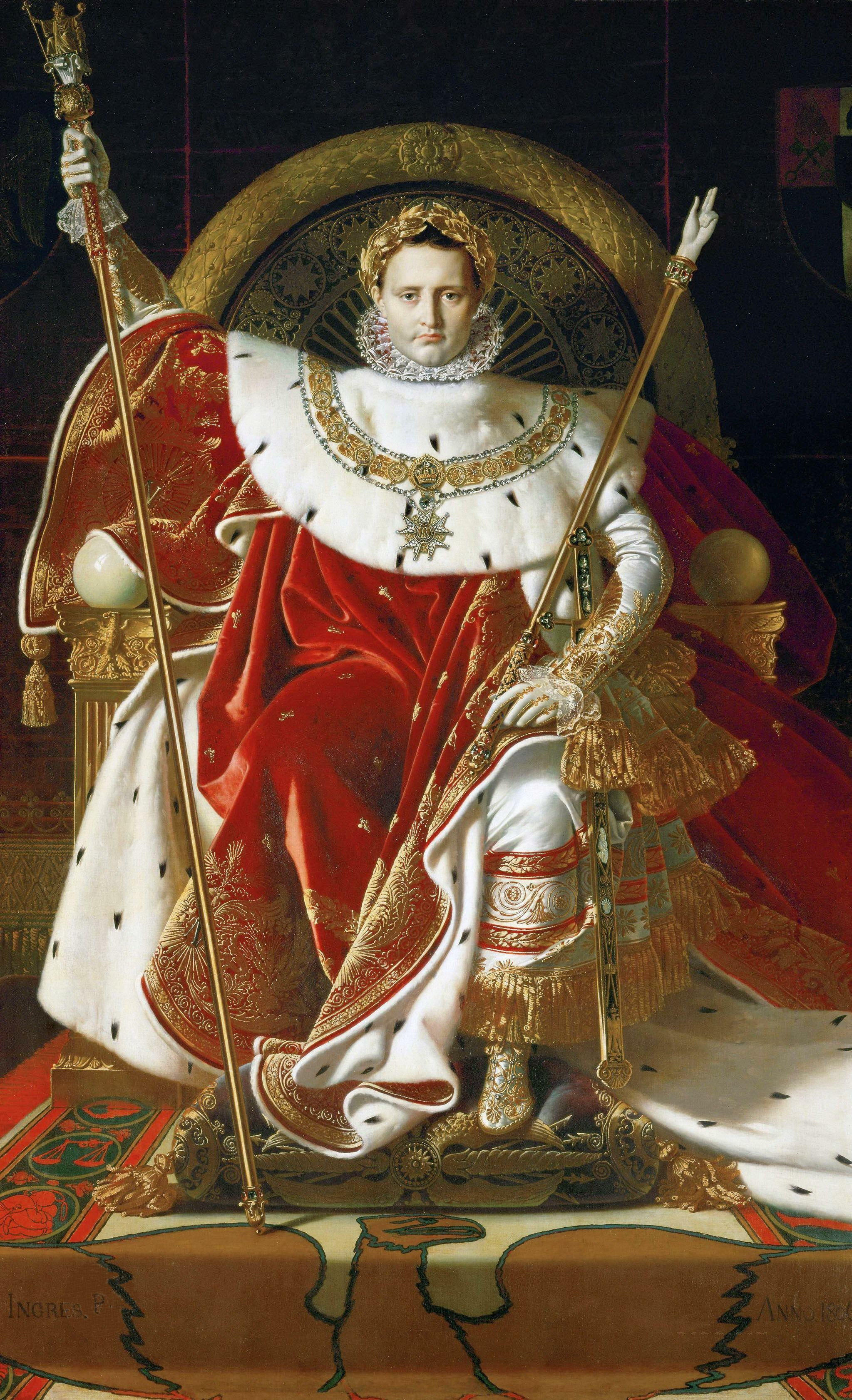
Імператор Наполеон на троні

З 18 травня 1804 року Наполеон — імператор Франції. У внутрішній політиці проводив заходи, спрямовані на зміцнення французької держави. Скасувавши самоуправління, запровадив систему префектів, мерів та їх підлеглих, які призначалися «згори». В економічній політиці сприяв розвитку промисловості та торгівлі.

### Внутрішня політика
Наполеон Бонапарт здійснив державний переворот. Законодавчий корпус передав владу трьом консулам на чолі з Наполеоном. Для юридичного оформлення своєї влади Наполеон прийняв нову Конституцію: Франція залишалася республікою, але насправді вся влада перебувала в руках першого консула, тобто — Бонапарта. Перший консул був головнокомандувачем армії, призначав членів усіх органів законодавчої влади. Місцеве самоврядування було скасовано. Департаментами керували префекти, які призначалися першим консулом. Міністри також були підзвітні першому консулу.
Наполеон зберіг ті надбання французької революції, що були вигідні промисловцям і заможному селянству. Встановивши диктатуру особистої влади, він здобув підтримку тих, хто здобув у роки революції багатство і землю. Для зміцнення своєї влади Наполеон у 1801 році скасував відокремлення церкви від держави.
1804 року Бонапарт був коронований імператором французів Наполеоном І. У країні фактично було встановлено військово-бюрократичну монархію, що спиралася не на феодальне дворянство, а на буржуазію, армію, чиновників.
За Наполеона І були прийняті зведення законів — «Кодекси Наполеона» (цивільний, комерційний і кримінальний), що мали регулювати відносини у суспільстві та охороняти непорушність приватної власності. Закони були прогресивними, оскільки передбачали розвиток вільної конкуренції, сприяли піднесенню економіки Франції. У країні розпочався промисловий переворот, були упорядковані фінанси, засновано Французький банк. Разом з економікою міцніла французька буржуазія. За особистої участі Наполеона були розроблені цивільний (1804), цивільний процесуальний, торговельний (1807), кримінальний процесуальний та кримінальний (1810) кодекси. У внутрішній політиці проводив заходи, спрямовані на зміцнення французької держави. Ліквідувавши самоуправління, запровадив систему префектів, мерів та їх підлеглих, які призначалися «згори».

### Економічна політика
Економічна політика Наполеона полягала в забезпеченні першості французької промислової і фінансової буржуазії на європейському ринку. Насамперед, цьому заважав англійський капітал, перевага якого обумовлювалася тим, що в Англії відбулась індустріальна революція. Англія одну за іншою збирала коаліції проти Франції, намагаючись залучити на свій бік найбільші європейські держави — у першу чергу Австрію і Росію. Вона фінансувала ведення воєнних дій на континенті.
Намагаючись економічно задушити Англію, Наполеон підписав декрет про континентальну блокаду (1806 рік). Відтепер Франція і всі її союзники припиняли торговельні зносини з Англією. Європа була основним ринком збуту англійських товарів, а також колоніальних, ввезених в основному Англією, найбільшою морською державою. Континентальна блокада завдала шкоди англійській економіці. Через рік Англія переживала кризу у виробництві вовни, текстильної промисловості; відбулося падіння фунта стерлінгів. Однак блокада вдарила і по континенту. Французька промисловість не в змозі була замінити на європейському ринку англійську. Порушення торговельних зв'язків з англійськими колоніями призвело до занепаду і французькі портові міста: Ла-Рошель, Марсель тощо. Населення страждало від нестачі звичних колоніальних товарів: кави, цукру.

### Війни з коаліціями

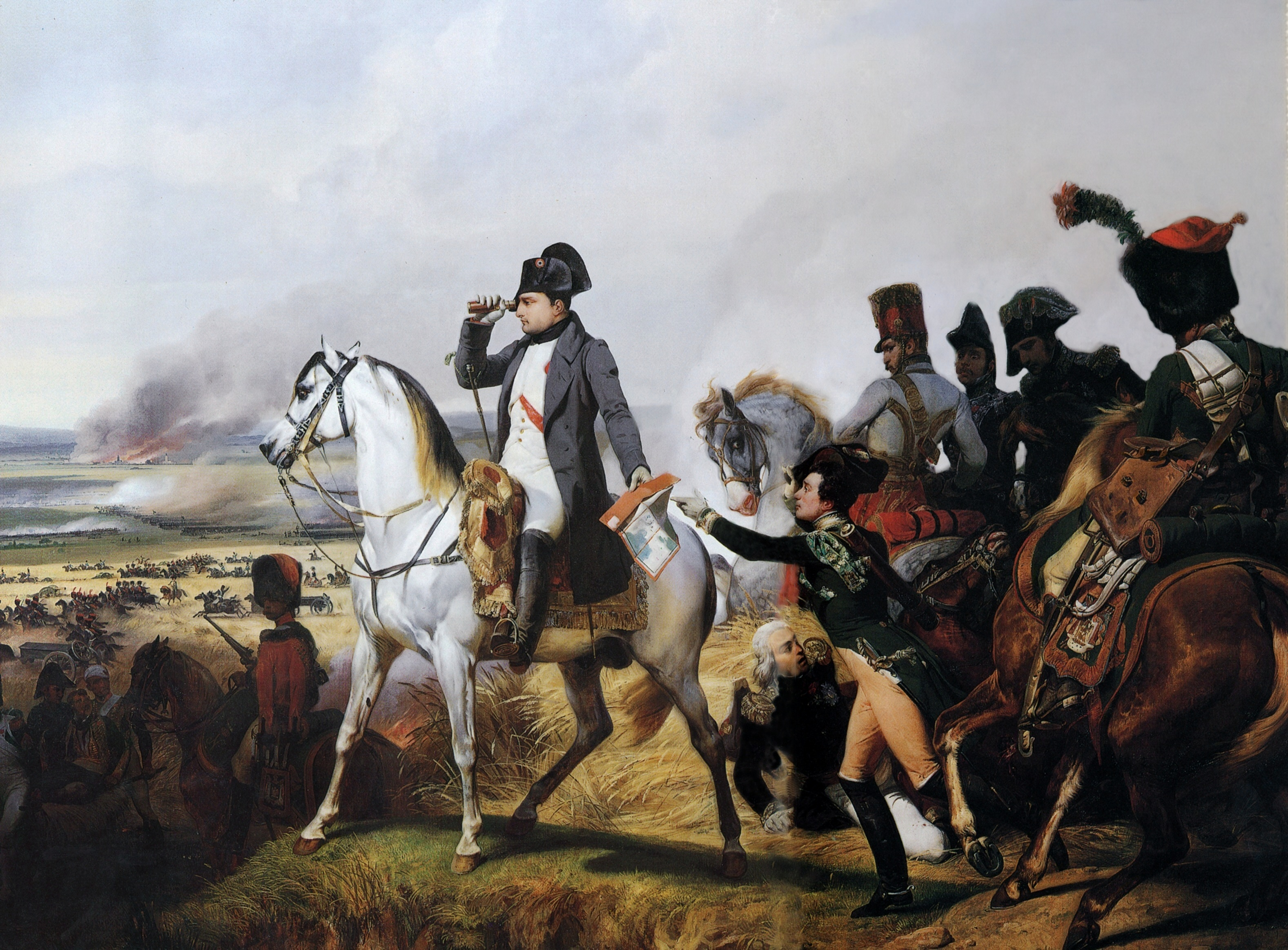
Наполеон під Ваграмом, 1809 рік

У зовнішній політиці Наполеон прагнув забезпечити військово-політичну і економічну гегемонію Франції в Європі, здобути перемогу в боротьбі з Великою Британією за світове торговельне і колоніальне панування. У ході воєн з антифранцузькими коаліціями держав (в різні періоди в коаліціях брали участь Австрія, Велика Британія, Пруссія, Російська імперія, Швеція) французька армія під командуванням Наполеона здобула перемоги під Маренго (1800 рік), Аустерліцом (1805 рік), Єною (1806 рік), Ваграмом (1809 рік), внаслідок яких територія наполеонівської імперії охоплювала майже всю Західну і Центральну Європу.
Наполеон планував безпосередню висадку на Британські острови, але на морі Англія була сильніша. При Трафальгарі французький флот був знищений англійським під командуванням адмірала Нельсона (1805 рік). Однак місяць потому під Аустерліцом (нині Славков, Чехія) Наполеон завдав нищівного удару об'єднаним австрійським і російським військам.
Злякавшись зростання впливу Франції, проти неї виступила Пруссія, але була швидко переможена в битві під Єною, (1806 рік), французькі війська ввійшли до Берліна. Російські війська відійшли з поля боя, але завдали великих втрат французькій армії в битві під Ейлау (1807 рік), проте програли під Фрідландом (1807 рік).
У результаті війни до складу Франції ввійшли території Бельгії, Нідерландів, північної Німеччини, частини Італії. На іншій частині Італії, у центрі Європи, в Іспанії (1809) були створені залежні від Наполеона королівства, де правили члени його родини. Пруссія і Австрія були змушені укласти з Францією союз. Це зробила також і Російська імперія (Тільзитський мир, 1807 рік).

### Наполеон і єврейське питання
Молодий генерал не мав ніяких упереджених поглядів щодо євреїв, яких він зовсім не знав. Він умів користуватись ними для власної мети, як і всіма іншими елементами, що були йому корисні. Серед вчених і художників, яких він узяв до Єгипту, було два євреї: Вентюр, орієнталіст, що служив у Наполеона перекладачем і загинув під стінами Акки, і Деном, кресляр і гравер. Як відомо, він у Єгипті й Сирії видавав себе за послідовника Корану. Перша зустріч Наполеона з євреями відбулась на їхній давній батьківщині під час казкового і «славетного» походу генерала до Єгипту та Сирії. Є версія, що Наполеон сам був семітом, оскільки він походив з Корсики, а Балеарські острови і Корсика слугували місцем переховування євреїв під час переслідувань в Іспанії й Італії, пізніше ці втікачі навернулися до християнства і прийняли імена вельмож, які їх прихистили.

### Плани щодо світового панування
Наполеон планував, прийшовши до Російської імперії, розгромити 1-шу і 2-гу Західні армії. Також поодинці він мріяв продиктувати умови миру для імператорського двору в Санкт-Петербурзі. Потім хотів підкорення Великої Британії, — після цього Наполеон отримав би справжнє світове панування.

### Російська кампанія

Імперія Наполеона, 1811: Франція — темно-синій, сателіти — блакитний

Відступ Наполеона з Москви, грудень 1812 року

Російська кампанія (фр. Campagne de Russie, рос. Отечественная война 1812 года) розпочалася 24 червня 1812 року, коли Велика армія (фр. Grande Armée) Наполеона перетнула річку Німан. Ця подія стала відповіддю на агресію російського царя Олександра I, який у дійсності з кінця 1810 року почав стягувати свої війська до польського кордону, бажаючи захопити Велике герцогство Варшавське — факт, який достеменно підтверджено останніми дослідженнями.
Велика армія Наполеона налічувала, за свідченнями архівних першоджерел (серед них і документ, що був поданий генералом Гаспаром Гурго безпосередньо увазі Імператора та містить власноручні помітки останнього), 325 900 осіб особового складу (у «творіннях» російської царської та радянської пропаганд, це число збільшено до цілих 600 000), 154 400 з яких були французами, інші 170 000 становили сили союзників, при 984 гарматах. Російська армія налічувала в цілому 488 000 військових (в тому числі 80 000 козаків). Росіяни мали перевагу в людських ресурсах, оскільки постійно мобілізували місцеве населення до лав армії, натомість французи не могли мобілізувати та поповнити свої втрати свіжими силами. Армія довгими маршами просувалась західними теренами Російської імперії. Наполеон довго намагався нав'язати росіянам генеральну битву, однак російські війська уникали її, безладно відступаючи назад, оскільки Олександр I, нажаханий маршем Великої Армії, утік до своєї столиці, не призначивши головнокомандувача. Наполеон вклинився між 1-ю Західною (формальний командувач — М. Б. Барклай-де-Толлі) і 2-ю Західною (під командуванням П. І. Багратіона) російськими арміями, завадивши їх об'єднанню й поставивши їх у вкрай невигідне становище. Французи виграли декілька невеликих сутичок та велику битву під Смоленськом у серпні 1812 р., Наполеон сподівався, що ця битва стане вирішальною, але росіяни залишили Смоленськ спаленим та продовжили відступати. Наполеон змушений був продовжити переслідування.
Росіяни, відступаючи, застосовували тактику «спаленої землі» — спалювали й спустошували власні міста, села, поля з врожаями. Робилося це задля позбавлення французів ресурсів, їжі, місць для розташування військ та відпочинку. Така тактика дуже дивувала французів, оскільки для них було незрозумілим, як можна спалювати власні міста та поля, завдаючи неймовірної шкоди своєму ж населенню. Але вона давала певні результати — французи мали великі перебої з продовольчим забезпеченням величезного війська, тож невеликі групи солдатів часто вночі відряджалися у пошуках їжі, де їх намагалися знищувати російські загони.
Російська армія відступала 3 місяці, дворяни були незадоволені таким ходом подій та втратою територій, і вони почали тиснути на Олександра І, щоб той звільнив головнокомандувача військ фельдмаршала Барклая. У підсумку Барклай був звільнений з посади, а на його місце призначено Михаїла Кутузова, але той продовжував відступ армії ще протягом двох тижнів.
7 вересня відбулася битва під Бородіно (близько 100 км від Москви) між французькими та російськими військами. Битва була дуже кривавою, з французької сторони у битві взяло участь 250 000 солдатів, з яких було втрачено 70 000. Французи виграли битву, але ця перемога була тактичною і не стала переламним моментом у війні, якого так прагнув Наполеон. Російські війська продовжили відступати.
Через тиждень Наполеон вступив до Москви. Але ніхто не зустрів французьку армію, бо місто було порожнім. Губернатор Федір Растопчин напередодні евакуював мешканців міста та спалив важливі стратегічні об'єкти міста. В пожежі також загинуло близько 50 000 російських поранених вояків, яких просто залишили напризволяще. Наполеон сподівався, що, захопивши Москву, він поставить крапку у війні, але перемоги в битвах не принесли йому перемоги у війні. Втрата Москви не змусила Олександра I піти на підписання миру з Наполеоном, і вони обидва розуміли, що французька армія ставала меншою та слабшою з часом. Після одного місяця у Москві, французька армія почала рухатись у напрямку Калуги, де Кутузов розмістив російську армію. Наполеон знову сподівався на вирішальну битву, але бій під Малоярославцем не став такою битвою. Російська армія знову відступила, попри те, що посідала кращу позицію та мала переваги.
Війська Наполеона були виснажені, продовольчі ресурси закінчувалися, починалась зима, солдати не мали зимового одягу, коні були на межі виснаження — всі ці обставини змусили Наполеона почати відступ. Голод, переохолодження, виснаження, постійні напади козаків та російських військ призвели до великих втрат людей, та до деморалізації армії Наполеона. Коли залишки Великої армії Наполеона перетнули річку Березіна (Білорусь), то вона налічувала всього 27 000 боєздатних солдатів. У підсумку — 180 000 солдатів було вбито, 100 000 потрапили до полону. Таким чином, кампанія тривала 6 місяців та стала переломною віхою Наполеонівських воєн.

### Наполеон і Україна
У ході підкорення Російської імперії, суттєву роль мало відіграти її відсторонення від узбережжя Чорного моря. Як один із практичних заходів, для цього планувалося створення двох нових, залежних від Франції, маріонеткових держав. Одна з них мала охопити Чернігівщину й Полтавщину, а друга — подніпровську частину Катеринославщини, Херсонщину, Таврію, Крим, а також всю долину від Донця до Дону. Козаки і кримські татари мали увійти до складу населення проголошених новоутворень з широкими правами автономії. Решту ж території України передбачалося розподілити на дві частини, з яких Правобережжя мало увійти до Великого герцогства Варшавського, а Галичина та Волинь — до Австрії, як винагорода за воєнну допомогу у війні проти росіян.
На перших етапах участі Російської імперії в закордонній кампанії українці дуже неохоче йшли в рекрути, під час указів з переведення ополчення у рекрути мали місце повстання, для придушення котрих використовувались регулярні війська. Проте становище змінилось на початок франко-російської війни через безпосередню загрозу власним землям. План з набору козацьких формувань та ополчення було значно перевиконано, чому сприяли як обіцянки повернення козацьких прав так і факт підтримки Наполеоном поляків — найбільші тогочасні вороги українців виступали як союзники французів.

### Кінець імперії

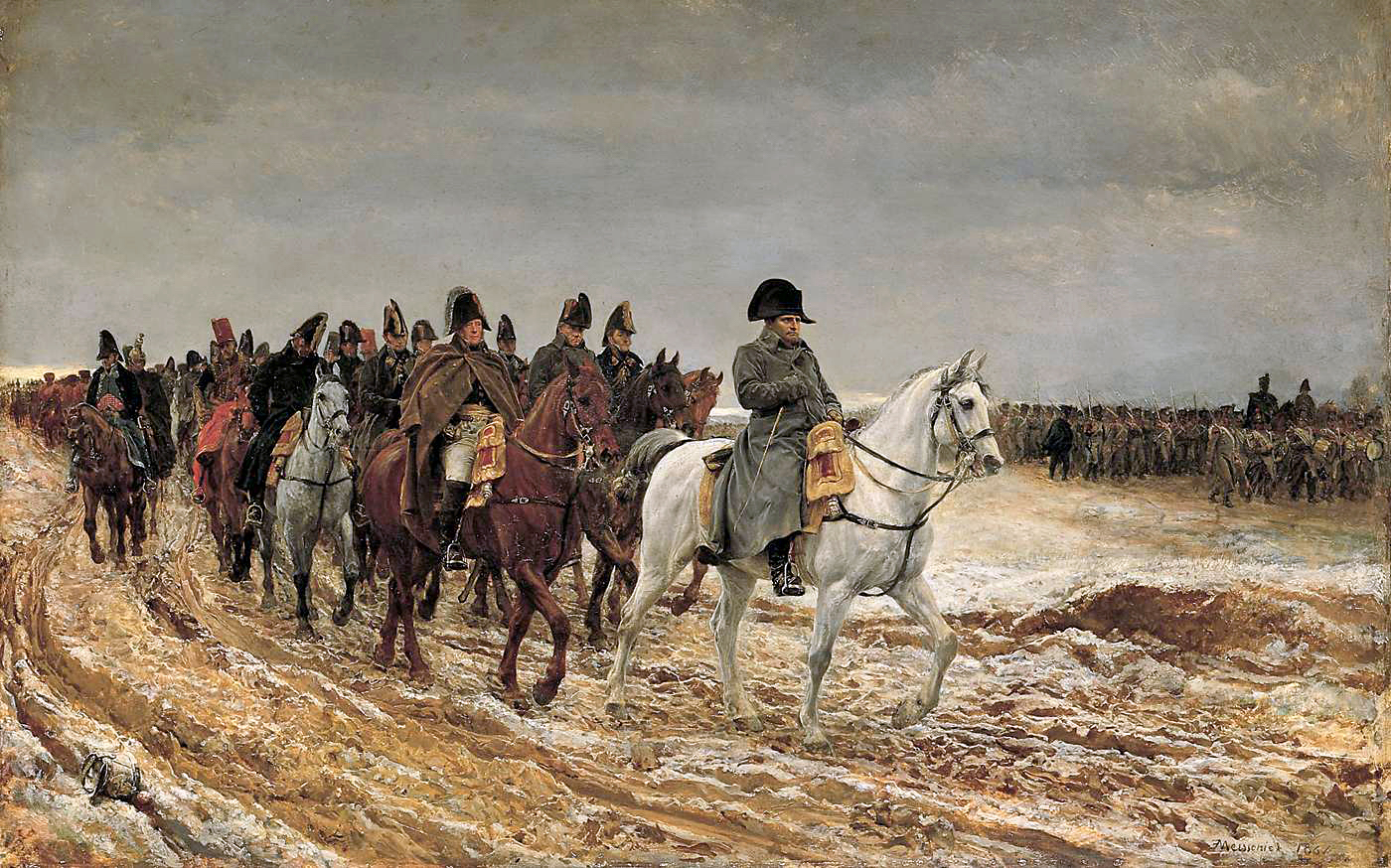
Рік 1814, картина Жана-Луї-Ернеста Мейсон'єра (1864)

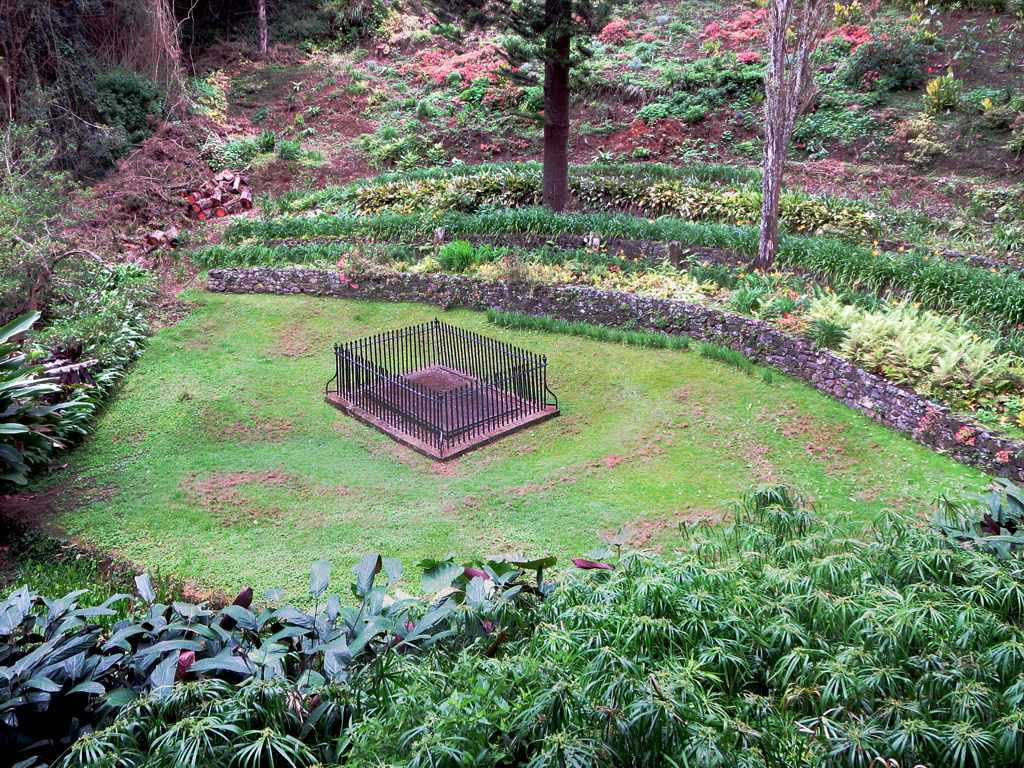
Могила Наполеона на острові Святої Єлени

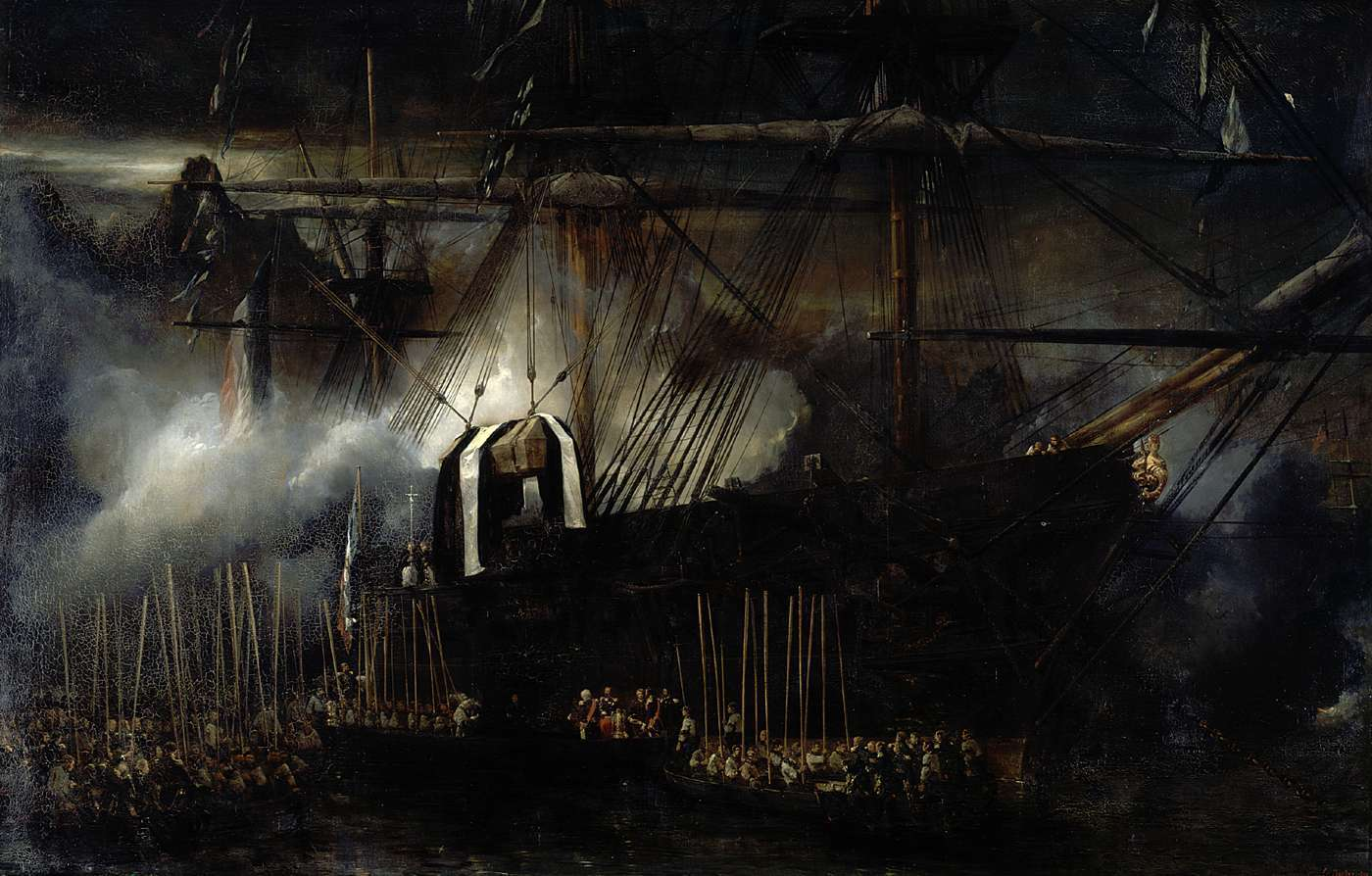
Труну з тілом Наполеона доставлено у Францію 15 жовтня 1840 року

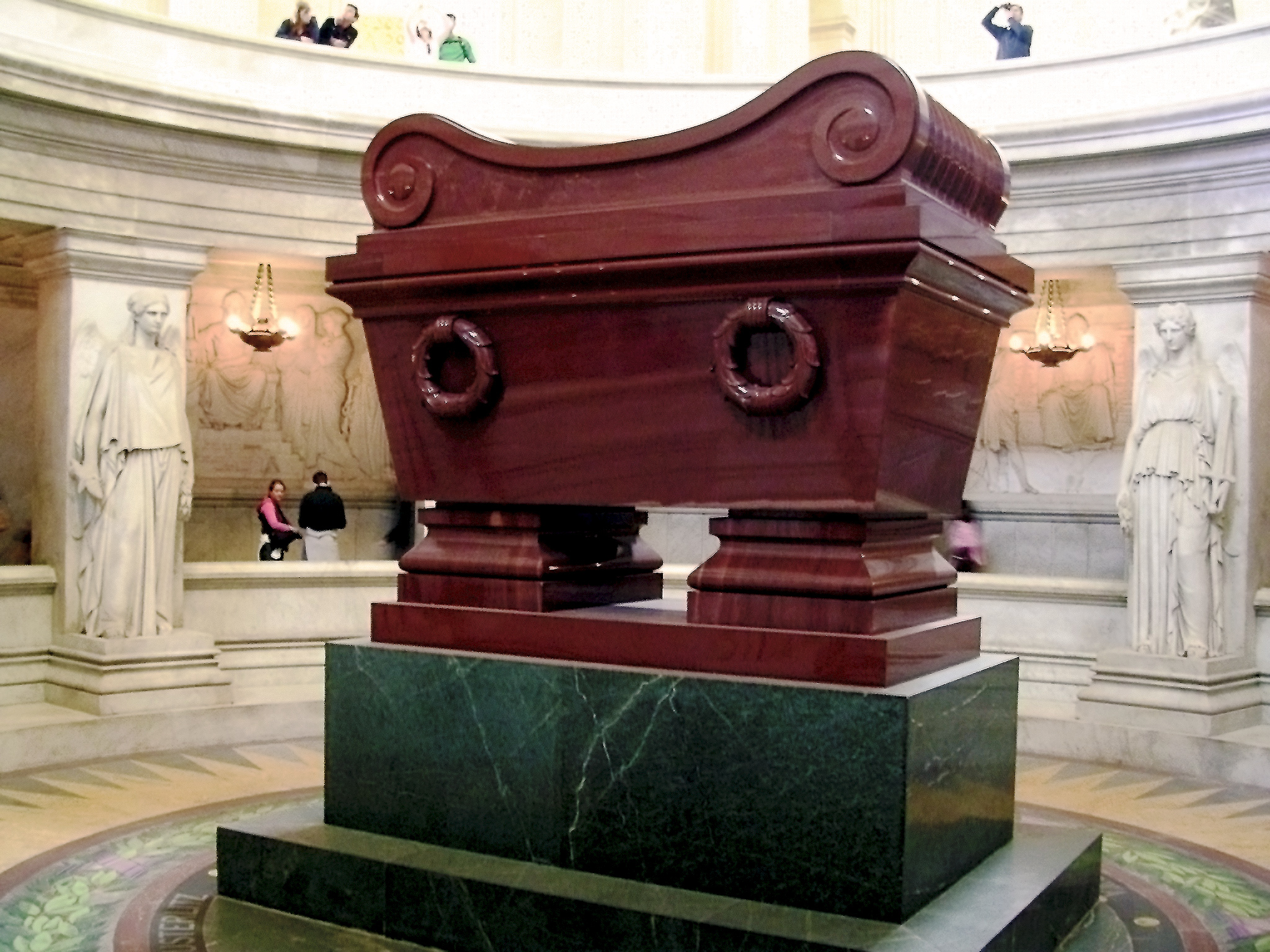
Саркофаг Наполеона Дім Інвалідів в Парижі

Під час воєнної кампанії 1813—1814 років армія Наполеона завдала кілька поразок військам Шостої антинаполеонівської коаліції (Австрія, Англія, Пруссія, Росія, Швеція), однак у вирішальній чотириденній Лейпцизькій битві (яку також називають «битвою народів») 1813 наполеонівські війська були переможені союзними військами. Визначною подією під час битви було те, що повністю був розбитий лише ар'єргард під командуванням маршала Макдональда. Після вступу союзницьких військ у квітні 1814 року у Париж, Наполеон 6 квітня зрікся престолу. Переможці зберегли йому титул імператора і передали в управління острів Ельба.

### Сто днів. Острів Святої Єлени. Смерть
У 1815 році Наполеон зробив спробу повернути владу (Сто днів), але, зазнавши поразки в Битві під Ватерлоо (18 червня), Наполеон вдруге зрікся престолу (22 червня).
Був засланий на острів Святої Єлени, де мешкав під наглядом британського губернатора Гадсона Лоу (англ. Hudson Lowe), спеціально призначеного для цієї мети, який максимально обмежував Наполеона в особистій свободі.
З ексімператором на острів прибули, як добровільні полонені, деякі його прихильники: граф ля Кас, генерали Гурго, Бертран і Монтольйон з родинами. З часом генерал Гурго не витримав знущань губернатора Лоу і повернувся до Європи. Натомість до решти з вузького кола Наполеона, які залишалися при ньому аж до самої смерті, приєднався італійський лікар Франческо Антоммаркі (італ. Francesco Atommarchi).
У групі охорони Наполеона на острові Святої Єлени Росію представляв генерал де Бальмен, дядько приятеля Тараса Шевченка Якова де Бальмена, якому поет присвятив поему «Кавказ».
Колишній французький генерал Франсуа Лаллеман, емігрувавши до США, плекав плани викрадення Наполеона з острова.
Наполеон Бонапарт помер 5 травня 1821 р. У 1840 році прах Наполеона перевезли до Парижа. Імператора поховали в Домі Інвалідів у Парижі.
У 1960-х роках з'явилася версія про те, що Наполеон міг бути повільно отруєний миш'яком, бо в його волоссі знайшли сліди цієї речовини. Проте сучасні науковці категорично заперечують цю версію. Як з'ясувалося, в ті часи миш'як активно використовували винороби, очищуючи винні бочки, а Наполеона вважали великим поціновувачем вина. Натомість об'єднана група дослідників із Канади, Швейцарії і США у січні 2017 дійшли висновку, що 51-річний Наполеон, найімовірніше, помер від раку шлунка. Провівши необхідні аналізи, науковці з'ясували, що у полководця розвинулася «злоякісна пухлина шлунка». Цікаво, що навіть особистий лікар Наполеона Франческо Антоммаркі свого часу повідомив, що причиною страшного болю у його пацієнта був рак.

## Сім'я
Батьки:
- Карло (Шарль) Бонапарте (1746—1785)
- Летиція Рамоліно (1749/1750—1836)

Брати та сестри:
- Жозеф Бонапарт
- Люсьєн Бонапарт
- Луї Бонапарт
- Жером Бонапарт
- Еліза Бонапарт
- Поліна Бонапарт
- Кароліна Бонапарт

Шлюби:
1. (з 9 березня 1796 р., Париж; розлучення 16 грудня 1809 р.) Жозефіна Богарне (1763–1814);
2. (з 1 квітня 1810 р.) Марія-Луїза Австрійська (1791–1847), ерцгерцогиня Австрійська, імператриця, вдова генерала.

Діти:
- Наполеон II Бонапарт (1811–1832 роки)

Названі діти
(діти Жозефіни де Богарне від 1-го шлюбу):
- Євген де Богарне (1781—1824 роки), герцог Лейхтенбергский;
- Гортензія де Богарне (1783—1837), герцогиня де Сен-Ле, королева Голландії (двоюрідна племінниця 1-го чоловіка Жозефіни де Богарне);

- Стефанія де Богарне (1789—1860 роки), велика герцогиня Баденська.

Позашлюбні зв'язки та діти від них:
- Елеонора Деніелла де Ла Плен'є (померла 1868 року),
  - Шарль Леон (1806—1881 роки);
- Марія Лончинська, графиня Валевська (1786—1817 роки),
  - Александр Жозеф Флоріан Валевський (1810—1868 роки);
- Альбіна де Васаль (1779—1848 роки),
  - Жозефіна Наполеоне де Монтолон (1818—1819 роки).

## Цікаві факти
- 1785 року Наполеон закінчив Паризьку військову школу в чині поручника, а 1788 року спробував вступити на службу в російську армію. Але за місяць до цього в Росії був виданий указ про прийняття іноземців на службу з пониженням на один ранг, на що Наполеон не погодився. Керував набором волонтерів для участі у Російсько-османській війні 1787—1792 років генерал-поручник Заборовський, якому майбутній імператор Франції сказав: «Мені король Пруссії дасть чин капітана!». Заборовський, що в 1812 році змушений був утікати з Москви, гірко каявся в тій своїй відмові[14].
- Наполеон поважав військове мистецтво прусського короля Фрідріха ІІ. Після перемоги над Четвертою Коаліцією в 1807 році, імператор Франції відвідав могилу Фрідріха у Потсдамі і сказав своїм офіцерам:

| Панове, якби ця людина була ще живою, я б лежав у могилі замість нього. |
- Життя Наполеона охороняв мамлюк Рустам Раза.
- Зріст Наполеона був 168 см. Це був середній зріст французів того часу.
- Місце первинного поховання Наполеона на острові Святої Єлени разом з надмогильним надгробком і будинок, де жив перед смертю імператор, є французькою територією, тоді як уся інша територія острову є британським володінням.